# Wolfgang Grams
Wolfgang Werner Grams (Wiesbaden, 6 de marzo de 1953-Lübeck, 27 de junio de 1993) fue un terrorista alemán de la Fracción del Ejército Rojo (RAF).

## Biografía
Los padres de Grams, Werner y Ruth Grams, eran refugiados del este. Wolfgang Grams tenía un hermano llamado Rainer. En su infancia, Wolfgang Grams tomó lecciones de violín. Tocó guitarra y fue un sustituto en el Teatro de Wiesbaden. Expresó el deseo de convertirse en un oficial forestal o pastor. Grams entró en la política durante las protestas contra la Guerra de Vietnam. Fue entonces cuando eligió ser un objetor de conciencia.
Después del arresto del núcleo de la primera generación de la Fracción del Ejército Rojo en junio de 1972, se unió al grupo "Sozialistischen Initiative Wiesbaden". (Iniciativa Socialista Wiesbaden). Más tarde, se unió a Rote Hilfe (Ayuda Roja), un grupo que ayudó a los miembros encarcelados de la Fracción del Ejército Rojo durante su huelga de hambre en 1974. Grams visitó a algunos de ellos, brindarles apoyo y transmitiendo algunos de sus mensajes al exterior. En 1984, quiso "hacer la guerra".
En 1978, Peter Willi Stoll (terrorista de la RAF) fue asesinado a tiros por un oficial de policía; notas sobre Wolfgang Grams se encontraron en un cuaderno suyo. Grams fue arrestado y permaneció detenido durante 153 días en Fráncfort. Más tarde Grams conoció a Birgit Hogefeld y tras iniciar una relación con ella, se mudaron a un departamento. Hogefeld y Grams luego se unieron de forma activa a la RAF en 1984 y pasaron a la clandestinidad. En 1985, la policía descubrió un refugio de la RAF en Tubinga y tomó las huellas digitales de Christoph Seidler, Barbara Meyer, Horst Ludwig Meyer, Thomas Simon, Eva Haule y Wolfgang Grams. Este continuó prófugo y siguió estando en activo en la RAF, atribuyéndosele participación en el asesinato del político socialdemócrata Detlev Karsten Rohwedder en 1991.
El 27 de junio de 1993, los miembros del GSG 9 arrestaron a Grams y Hogefeld en la estación de trenes de Bad Kleinen. Durante el proceso del arresto, Grams logró sacar un arma y dispararle a dos oficiales, logrando matar a uno, Michael Newrzella. Los oficiales fueron citados diciendo que vieron a Grams "repentinamente caer hacia atrás" fuera de la plataforma de la estación y sobre las vías. Antes o después de caer, supuestamente se pegó un tiro en la cabeza. Fue llevado a la Medizinische Universität zu Lübeck en helicóptero, donde murió producto de sus heridas unas horas más tarde.
Poco después de la operación hubo acusaciones de que Grams no se había disparado a sí mismo, sino que había sido ejecutado con un disparo en la cabeza desde corta distancia por un oficial del GSG 9. La corte de Schwerin investigó estas alegaciones y concluyó en enero de 1994 que eran incorrectas. Los padres de Grams impugnaron esta conclusión en el tribunal, pero fue confirmada por cinco tribunales diferentes, incluido el Tribunal Europeo de Derechos Humanos en 1999.
El ministro del Interior, Rudolf Seiters, asumió la responsabilidad de la mala conducción y el posprocesamiento de la operación y renunció en julio de ese mismo año, así como también lo hizo el Fiscal Federal en Jefe, Alexander von Stahl. Helmut Kohl hizo una visita al lugar de los hechos, elogió a Newrzella y desalentó "los intentos de hacer de su asesino un mártir".